# Liste der Nummer-eins-Hits in Deutschland (1997)
Diese Liste enthält alle Nummer-eins-Hits in Deutschland im Jahr 1997. Es gab in diesem Jahr elf Nummer-eins-Singles und 17 Nummer-eins-Alben.
Die Single- und Albumcharts wurden von Media Control wöchentlich zusammengestellt. Sie berücksichtigten die Verkäufe von Montag bis Samstag einer Woche. Offizieller Veröffentlichungstermin war jeweils der Montag zehn Tage nach dem Ende des Wertungszeitraumes.

## Singles
| ← 1996 ← | Liste der Nummer-eins-Hits in Deutschland | Liste der Nummer-eins-Hits in Deutschland | Liste der Nummer-eins-Hits in Deutschland                                                                          | 1998 →                    |
| \| Zeitraum \| Wo. ges. \| Interpret \| Titel Autor(en) \| Zusätzliche Informationen \| \| (Zeitraum, Wochen auf Platz eins, Interpret, Titel, Autor[en], zusätzliche Informationen) \| \| \| \| \| \| ----------------------------------------------------------------------------------------- \| -------- \| ------------------------------------ \| ------------------------------------------------------------------------------------------------------------------ \| ------------------------- \| \| 16. Dezember 1996 – 16. März 1997 13 Wochen \| 13 \| Sarah Brightman & Andrea Bocelli \| Time to Say Goodbye (Con te partiró) Musik: Francesco Sartori; Text: Lucio Quarantotto \| – \| \| 17. März 1997 – 4. Mai 1997 7 Wochen \| 7 \| Tic Tac Toe \| Warum? Torsten Börger \| – \| \| 5. Mai 1997 – 11. Mai 1997 1 Woche \| 1 \| Sabrina Setlur \| Du liebst mich nicht Musik: Markus Tarkan Onyuru; Text: Sabrina Setlur \| – \| \| 12. Mai 1997 – 15. Juni 1997 5 Wochen \| 5 \| Nana \| Lonely Bülent Aris, Nana Abrokwa, Toni Cottura \| – \| \| 16. Juni 1997 – 22. Juni 1997 1 Woche \| 1 \| Members of Mayday \| Sonic Empire Musik: Maximilian Lenz, Klaus Jankuhn; Text: Maximilian Lenz \| – \| \| 23. Juni 1997 – 29. Juni 1997 1 Woche \| 1 \| Hanson \| MMMBop Clarke Isaac Hanson, Jordan Taylor Hanson, Zachary Walker Hanson \| – \| \| 30. Juni 1997 – 14. September 1997 11 Wochen \| 11 \| Puff Daddy feat. Faith Evans und 112 \| I’ll Be Missing You Faith Renee Evans, Gordon Matthew Sumner, Todd Gaither \| – \| \| 15. September 1997 – 21. September 1997 1 Woche \| 1 \| Will Smith \| Men in Black Willard C. Smith, Patrice L. Rushen, Terri McFaddin, Fred Douglas Washington Jr. \| – \| \| 22. September 1997 – 9. November 1997 7 Wochen \| 7 \| Elton John \| Something About the Way You Look Tonight / Candle in the Wind ’97 Elton John, Bernie Taupin \| – \| \| 10. November 1997 – 21. Dezember 1997 6 Wochen \| 6 \| Aqua \| Barbie Girl Musik: Søren Rasted, Claus Norreen; Text: Søren Rasted, Claus Norreen, René Dif, Lene Crawford Nystrøm \| – \| \| 22. Dezember 1997 – 1. Februar 1998 6 Wochen \| 6 \| Run-D.M.C. vs. Jason Nevins \| It’s Like That Lawrence Smith, Joseph Ward Simmons, Darryl Matthews McDaniels \| – \| |                                           |                                           | |                           |
| ← 1996 |                                           |                                           | | → 1998 →                  |
| Zeitraum | Wo. ges.                                  | Interpret                                 | Titel Autor(en) | Zusätzliche Informationen |
| (Zeitraum, Wochen auf Platz eins, Interpret, Titel, Autor[en], zusätzliche Informationen) |                                           |                                           | |                           |
| 16. Dezember 1996 – 16. März 1997 13 Wochen | 13                                        | Sarah Brightman & Andrea Bocelli          | Time to Say Goodbye (Con te partiró) Musik: Francesco Sartori; Text: Lucio Quarantotto                             | –                         |
| 17. März 1997 – 4. Mai 1997 7 Wochen | 7                                         | Tic Tac Toe                               | Warum? Torsten Börger                                                                                              | –                         |
| 5. Mai 1997 – 11. Mai 1997 1 Woche | 1                                         | Sabrina Setlur                            | Du liebst mich nicht Musik: Markus Tarkan Onyuru; Text: Sabrina Setlur                                             | –                         |
| 12. Mai 1997 – 15. Juni 1997 5 Wochen | 5                                         | Nana                                      | Lonely Bülent Aris, Nana Abrokwa, Toni Cottura                                                                     | –                         |
| 16. Juni 1997 – 22. Juni 1997 1 Woche | 1                                         | Members of Mayday                         | Sonic Empire Musik: Maximilian Lenz, Klaus Jankuhn; Text: Maximilian Lenz                                          | –                         |
| 23. Juni 1997 – 29. Juni 1997 1 Woche | 1                                         | Hanson                                    | MMMBop Clarke Isaac Hanson, Jordan Taylor Hanson, Zachary Walker Hanson                                            | –                         |
| 30. Juni 1997 – 14. September 1997 11 Wochen | 11                                        | Puff Daddy feat. Faith Evans und 112      | I’ll Be Missing You Faith Renee Evans, Gordon Matthew Sumner, Todd Gaither                                         | –                         |
| 15. September 1997 – 21. September 1997 1 Woche | 1                                         | Will Smith                                | Men in Black Willard C. Smith, Patrice L. Rushen, Terri McFaddin, Fred Douglas Washington Jr.                      | –                         |
| 22. September 1997 – 9. November 1997 7 Wochen | 7                                         | Elton John                                | Something About the Way You Look Tonight / Candle in the Wind ’97 Elton John, Bernie Taupin                        | –                         |
| 10. November 1997 – 21. Dezember 1997 6 Wochen | 6                                         | Aqua                                      | Barbie Girl Musik: Søren Rasted, Claus Norreen; Text: Søren Rasted, Claus Norreen, René Dif, Lene Crawford Nystrøm | –                         |
| 22. Dezember 1997 – 1. Februar 1998 6 Wochen | 6                                         | Run-D.M.C. vs. Jason Nevins               | It’s Like That Lawrence Smith, Joseph Ward Simmons, Darryl Matthews McDaniels                                      | –                         |

## Alben
| ← 1996 ← | Liste der Nummer-eins-Alben in Deutschland | Liste der Nummer-eins-Alben in Deutschland | Liste der Nummer-eins-Alben in Deutschland | 1998 →                    |
| \| Zeitraum \| Wo. ges. \| Interpret \| Titel \| Zusätzliche Informationen \| \| (Zeitraum, Wochen auf Platz eins, Interpret, Titel, zusätzliche Informationen) \| \| \| \| \| \| ------------------------------------------------------------------------------ \| -------- \| --------------- \| --------------------- \| ------------------------- \| \| 23. Dezember 1996 – 16. März 1997 12 Wochen (insgesamt 17) \| 17 \| Andrea Bocelli \| Bocelli \| – \| \| 17. März 1997 – 23. März 1997 1 Woche \| 1 \| U2 \| Pop \| – \| \| 24. März 1997 – 27. April 1997 5 Wochen (insgesamt 17) \| 17 \| Andrea Bocelli \| Bocelli \| – \| \| 28. April 1997 – 2. Mai 1997 1 Woche \| 1 \| Depeche Mode \| Ultra \| – \| \| 3. Mai 1997 – 6. Juni 1997 5 Wochen (insgesamt 7) \| 7 \| Tic Tac Toe \| Klappe die 2te \| – \| \| 7. Juni 1997 – 13. Juni 1997 1 Woche \| 1 \| *NSYNC \| ’N Sync \| – \| \| 14. Juni 1997 – 27. Juni 1997 2 Wochen (insgesamt 7) \| 7 \| Tic Tac Toe \| Klappe die 2te \| – \| \| 28. Juni 1997 – 4. Juli 1997 1 Woche \| 1 \| Jon Bon Jovi \| Destination Anywhere \| – \| \| 5. Juli 1997 – 11. Juli 1997 1 Woche \| 1 \| Hanson \| Middle of Nowhere \| – \| \| 12. Juli 1997 – 1. August 1997 3 Wochen \| 3 \| The Prodigy \| The Fat of the Land \| – \| \| 2. August 1997 – 22. August 1997 3 Wochen \| 3 \| (Soundtrack) \| Bandits \| – \| \| 23. August 1997 – 5. September 1997 2 Wochen \| 2 \| Backstreet Boys \| Backstreet’s Back \| – \| \| 6. September 1997 – 12. Oktober 1997 6 Wochen \| 6 \| Rammstein \| Sehnsucht \| – \| \| 13. Oktober 1997 – 9. November 1997 4 Wochen \| 4 \| Rolling Stones \| Bridges to Babylon \| – \| \| 10. November 1997 – 16. November 1997 1 Woche (insgesamt 3) \| 3 \| Eros Ramazzotti \| Eros \| – \| \| 17. November 1997 – 23. November 1997 1 Woche \| 1 \| Kelly Family \| Growin’ Up \| – \| \| 24. November 1997 – 30. November 1997 1 Woche (insgesamt 3) \| 3 \| Eros Ramazzotti \| Eros \| – \| \| 1. Dezember 1997 – 14. Dezember 1997 2 Wochen \| 2 \| Metallica \| ReLoad \| – \| \| 15. Dezember 1997 – 21. Dezember 1997 1 Woche (insgesamt 3) \| 3 \| Eros Ramazzotti \| Eros \| – \| \| 22. Dezember 1997 – 1. Februar 1998 6 Wochen \| 6 \| Céline Dion \| Let’s Talk About Love \| – \| |                                            |                                            |                                            |                           |
| ← 1996 |                                            |                                            |                                            | → 1998 →                  |
| Zeitraum | Wo. ges.                                   | Interpret                                  | Titel                                      | Zusätzliche Informationen |
| (Zeitraum, Wochen auf Platz eins, Interpret, Titel, zusätzliche Informationen) |                                            |                                            |                                            |                           |
| 23. Dezember 1996 – 16. März 1997 12 Wochen (insgesamt 17) | 17                                         | Andrea Bocelli                             | Bocelli                                    | –                         |
| 17. März 1997 – 23. März 1997 1 Woche | 1                                          | U2                                         | Pop                                        | –                         |
| 24. März 1997 – 27. April 1997 5 Wochen (insgesamt 17) | 17                                         | Andrea Bocelli                             | Bocelli                                    | –                         |
| 28. April 1997 – 2. Mai 1997 1 Woche | 1                                          | Depeche Mode                               | Ultra                                      | –                         |
| 3. Mai 1997 – 6. Juni 1997 5 Wochen (insgesamt 7) | 7                                          | Tic Tac Toe                                | Klappe die 2te                             | –                         |
| 7. Juni 1997 – 13. Juni 1997 1 Woche | 1                                          | *NSYNC                                     | ’N Sync                                    | –                         |
| 14. Juni 1997 – 27. Juni 1997 2 Wochen (insgesamt 7) | 7                                          | Tic Tac Toe                                | Klappe die 2te                             | –                         |
| 28. Juni 1997 – 4. Juli 1997 1 Woche | 1                                          | Jon Bon Jovi                               | Destination Anywhere                       | –                         |
| 5. Juli 1997 – 11. Juli 1997 1 Woche | 1                                          | Hanson                                     | Middle of Nowhere                          | –                         |
| 12. Juli 1997 – 1. August 1997 3 Wochen | 3                                          | The Prodigy                                | The Fat of the Land                        | –                         |
| 2. August 1997 – 22. August 1997 3 Wochen | 3                                          | (Soundtrack)                               | Bandits                                    | –                         |
| 23. August 1997 – 5. September 1997 2 Wochen | 2                                          | Backstreet Boys                            | Backstreet’s Back                          | –                         |
| 6. September 1997 – 12. Oktober 1997 6 Wochen | 6                                          | Rammstein                                  | Sehnsucht                                  | –                         |
| 13. Oktober 1997 – 9. November 1997 4 Wochen | 4                                          | Rolling Stones                             | Bridges to Babylon                         | –                         |
| 10. November 1997 – 16. November 1997 1 Woche (insgesamt 3) | 3                                          | Eros Ramazzotti                            | Eros                                       | –                         |
| 17. November 1997 – 23. November 1997 1 Woche | 1                                          | Kelly Family                               | Growin’ Up                                 | –                         |
| 24. November 1997 – 30. November 1997 1 Woche (insgesamt 3) | 3                                          | Eros Ramazzotti                            | Eros                                       | –                         |
| 1. Dezember 1997 – 14. Dezember 1997 2 Wochen | 2                                          | Metallica                                  | ReLoad                                     | –                         |
| 15. Dezember 1997 – 21. Dezember 1997 1 Woche (insgesamt 3) | 3                                          | Eros Ramazzotti                            | Eros                                       | –                         |
| 22. Dezember 1997 – 1. Februar 1998 6 Wochen | 6                                          | Céline Dion                                | Let’s Talk About Love                      | –                         |

## Jahreshitparaden
| ← 1996 ← | Liste der Jahres-Nummer-eins-Hits in Deutschland | Liste der Jahres-Nummer-eins-Hits in Deutschland | Liste der Jahres-Nummer-eins-Hits in Deutschland | 1998 →   |
| \| Singles \| Position# \| Alben \| \| ----------------------------------------------------------------------------------------------------------------------- \| --------- \| ------------------------------------- \| \| Time to Say Goodbye (Con te partiró) Sarah Brightman & Andrea Bocelli Musik: Francesco Sartori; Text: Lucio Quarantotto \| 1 \| Bocelli Andrea Bocelli \| \| I’ll Be Missing You Puff Daddy feat. Faith Evans & 112 Faith Renee Evans, Gordon Matthew Sumner, Todd Gaither \| 2 \| Klappe die 2te Tic Tac Toe \| \| Something About the Way You Look Tonight / Candle in the Wind ’97 Elton John Elton John, Bernie Taupin \| 3 \| Romanza Andrea Bocelli \| \| Men in Black Will Smith Willard C. Smith, Patrice L. Rushen, Terri McFaddin, Fred Douglas Washington Jr. \| 4 \| Backstreet’s Back Backstreet Boys \| \| Warum? Tic Tac Toe Torsten Börger \| 5 \| Tragic Kingdom No Doubt \| \| Don’t Speak No Doubt Gwen Renee Stefani, Eric Matthew Stefani \| 6 \| Sehnsucht Rammstein \| \| Lonely Nana Bülent Aris, Nana Abrokwa, Toni Cottura \| 7 \| Alles Wolfgang Petry \| \| Barbie Girl Aqua Musik: Søren Rasted, Claus Norreen; Text: Søren Rasted, Claus Norreen, René Dif, Lene Crawford Nystrøm \| 8 \| Tic Tac Toe \| \| Sonic Empire Members of Mayday Musik: Maximilian Lenz, Klaus Jankuhn; Text: Maximilian Lenz \| 9 \| Secrets Toni Braxton \| \| Samba de Janeiro Bellini Ramon Zenker, Gottfried Engels, Airto G. Moreira \| 10 \| Bridges to Babylon The Rolling Stones \| |                                                  |                                                  |                                                  |          |
| ← 1996 |                                                  |                                                  |                                                  | → 1998 → |
| Singles | Position#                                        | Alben                                            |                                                  |          |
| Time to Say Goodbye (Con te partiró) Sarah Brightman & Andrea Bocelli Musik: Francesco Sartori; Text: Lucio Quarantotto | 1                                                | Bocelli Andrea Bocelli                           |                                                  |          |
| I’ll Be Missing You Puff Daddy feat. Faith Evans & 112 Faith Renee Evans, Gordon Matthew Sumner, Todd Gaither | 2                                                | Klappe die 2te Tic Tac Toe                       |                                                  |          |
| Something About the Way You Look Tonight / Candle in the Wind ’97 Elton John Elton John, Bernie Taupin | 3                                                | Romanza Andrea Bocelli                           |                                                  |          |
| Men in Black Will Smith Willard C. Smith, Patrice L. Rushen, Terri McFaddin, Fred Douglas Washington Jr. | 4                                                | Backstreet’s Back Backstreet Boys                |                                                  |          |
| Warum? Tic Tac Toe Torsten Börger | 5                                                | Tragic Kingdom No Doubt                          |                                                  |          |
| Don’t Speak No Doubt Gwen Renee Stefani, Eric Matthew Stefani | 6                                                | Sehnsucht Rammstein                              |                                                  |          |
| Lonely Nana Bülent Aris, Nana Abrokwa, Toni Cottura | 7                                                | Alles Wolfgang Petry                             |                                                  |          |
| Barbie Girl Aqua Musik: Søren Rasted, Claus Norreen; Text: Søren Rasted, Claus Norreen, René Dif, Lene Crawford Nystrøm | 8                                                | Tic Tac Toe                                      |                                                  |          |
| Sonic Empire Members of Mayday Musik: Maximilian Lenz, Klaus Jankuhn; Text: Maximilian Lenz | 9                                                | Secrets Toni Braxton                             |                                                  |          |
| Samba de Janeiro Bellini Ramon Zenker, Gottfried Engels, Airto G. Moreira | 10                                               | Bridges to Babylon The Rolling Stones            |                                                  |          |